# Рекавице
Рекавице су насељено мјесто на подручју града Бање Луке, Република Српска, БиХ. Ово мјесто је подијељено на двије мјесне заједнице:
- Рекавице I и
- Рекавице II.

Од 2010. године дио насељеног мјеста Рекавице припада мјесној заједници Кола.

## Географски положај
Налазе се на обалама ријеке Врбаса, на путу Бања Лука—Јајце, сјеверно од Крупе на Врбасу.

## Образовање
У насељу се налази Основна школа „Војислав Илић“.

## Становништво
На попису становништва 1961. су постојала два насеља, једно у саставу општине Бања Лука (Рекавица, 2.055 станов.), а друго у саставу општине Крупа на Врбасу (Рекавице, 1.633 станов.). Насеља су 1962. спојена у једно насеље под истим именом.
|             | 2013.          | 1991.          | 1981.          | 1971.          |
| Укупно      | 2 156 (100,0%) | 2 679 (100,0%) | 3 115 (100,0%) | 3 686 (100,0%) |
| Срби        | 2 117 (98,19%) | 2 487 (92,83%) | 2 839 (91,14%) | 3 503 (95,04%) |
| Хрвати      | 25 (1,160%)    | 128 (4,778%)   | 116 (3,724%)   | 175 (4,748%)   |
| Неизјашњени | 5 (0,232%)     | –              | –              | –              |
| Бошњаци     | 4 (0,186%)     | 1 (0,037%)1    | 6 (0,193%)1    | –              |
| Непознато   | 4 (0,186%)     | –              | –              | –              |
| Југословени | 1 (0,046%)     | 49 (1,829%)    | 77 (2,472%)    | 1 (0,027%)     |
| Остали      | –              | 14 (0,523%)    | 76 (2,440%)    | 7 (0,190%)     |
| Македонци   | –              | –              | 1 (0,032%)     | –              |

1. 1 На пописима од 1971. до 1991. Бошњаци су пописивани углавном као Муслимани.

## Знамените личности
- Рада Врањешевић, народни херој Југославије
- Радослав Лакић, потпуковник Војске Републике Српске